# 眠り (村上春樹)
「眠り」（ねむり）は、村上春樹の短編小説。のちに『ねむり』の題で絵本として改稿したものが出版された。

## 概要
| 初出     | 『文學界』1989年11月号                |
| 収録書籍 | 『TVピープル』（文藝春秋、1990年1月） |

短編集『TVピープル』に収められた6編の短編のうち本作を除く5編は、2002年11月刊行の『村上春樹全作品 1990〜2000』第1巻に収録されたが、本作だけは1991年7月刊行の『村上春樹全作品 1979〜1989』第8巻に収録された。
1980年代末から1990年代初頭にかけ、村上は女性が主人公の短編小説を集中的に書いた。本作「眠り」を皮切りに、「加納クレタ」（1990年）、「ゾンビ」（1990年）、「緑色の獣」（1991年）、「氷男」（1991年）の4編が執筆された。

### 英訳
| タイトル | Sleep                                                |
| 翻訳     | ジェイ・ルービン                                     |
| 初出     | 『ザ・ニューヨーカー』1992年3月30日号                |
| 収録書籍 | 『The Elephant Vanishes』（クノップフ社、1993年3月） |

2015年10月からNHKラジオ第2の語学番組『英語で読む村上春樹』の6作目の教材として使われた。

## あらすじ
「私」は17日間、一睡もしていなかった。そして夫と子供はそのことにまったく気づいていなかった。
夫は歯科医で、自分たちの住むマンションから車で10分ほどのところに診療所をもっている。毎朝8時15分に息子をブルーバードの助手席に乗せて仕事に出かけて行く。子供の小学校は診療所に向かう道筋にある。
眠れなくなった最初の夜のことは鮮明に覚えている、金縛りにあったのだ。その日から、「私」は昔一度読んだことのある『アンナ・カレーニナ』を読み始めることになる。最初の一週間かけて『アンナ・カレーニナ』を続けて三回読んだ。読みなおせば読みなおすほど新しい発見があった。
17日目、自分は死ぬのだろうか、と「私」は思った。「私」はそれまで、眠りの延長線上にあるものとして、死を想定していたが、あるいはそうじゃないかもしれないとふと思った。死とは私が今見ているような果てしなく深い覚醒した暗闇であるかもしれないのだ。死とはそういう暗黒の中で永遠に覚醒しつづけていることであるかもしれないのだ。
そう思うと「私」はとつぜん激しい恐怖に襲われた。地下駐車場に降り、シティーに乗り込み港まで車を走らせた。

## 絵本『ねむり』
2009年8月、本短編はドイツのデュモン社より絵本として出版される。カット・メンシック（Kat Menschik）のイラストレーション、Nora Bierichの翻訳で、タイトルは『Schlaf』といった。
そして翌年2010年11月、同じようなかたちで新潮社より刊行されたのが『ねむり』である。出版に際して全面的な改稿がなされ、タイトルも「眠り」から「ねむり」に変更された。